# Profondsart
Profondsart is een gehucht in de Belgische provincie Waals-Brabant. Het ligt in Limal, deelgemeente van de stad Waver.
Profondsart ligt in het zuidwesten van de deelgemeente, meer dan anderhalve kilometer ten westen van het dorpscentrum van Limal. Profondsart ligt net ten noorden van het gehucht Rofessart in Limelette, waar het tegenwoordig mee verbonden is. In het westen sluit Profondsart aan op het gehucht Grandsart.

## Geschiedenis
De Ferrariskaart uit de jaren 1770 toont hier het gehucht Profond Sart, met net ten westen het gehucht Grand Sart. De Atlas der Buurtwegen uit 1841 toont het gehucht als Profonsart, de Vandermaelenkaart uit het midden van de 19de eeuw als Profond-Sart.
Midden de jaren 1850 werd de spoorlijn Brussel-Namen aangelegd door Profondsart. In 1889 kreeg het gehucht met het station van Profondsart een eigen halte langs deze lijn.
Door de bouw van nieuwe residentiële wijken in de laatste decennia van de 20ste eeuw raakten Profondsart en het nabije Grandsart verbonden met het oude dorpscentrum Limal. In het zuiden raakte het gehucht verbonden met Rofessart in Limelette.
Het stationsgebouw van Profondsart werd in 2009 gesloopt. Een nieuwe halte werd geopend ongeveer 700 meter verder noordwaarts.

## Verkeer en vervoer
In het gehucht bevindt zich het station Profondsart langs de spoorlijn 161 (Brussel-Namen).
Deelgemeenten: Bierges · Limal · Waver

Overige kernen: Aisemont · Angoussart · Basse-Wavre · Champles · Chérémont · Grandsart · La Haie · Le Manil · Louvrange · Par-delà l'Eau · Le Pélerin · Point-du-Jour · Profondsart · Les Quatres Chemins ·  Le Ry ·  Stadt · Trou du Haut · Villagexpo

Belgische gemeenten · Arrondissement Nijvel · Waals-Brabant · Wallonië